# Kościół Opatrzności Bożej w Woli Mieleckiej
Kościół Opatrzności Bożej – parafialna świątynia rzymskokatolicka znajdująca się we wsi Wola Mielecka, w diecezji tarnowskiej.

## Historia
31 sierpnia 2008 ksiądz Wiktor Skworc, ówczesny biskup tarnowski, dokonał poświęcenia kaplicy. 1 stycznia 2009 powołano parafię Opatrzności Bożej. 8 listopada 2009 poświęcono dzwon o imieniu bł. Romana Skitki o wadze 100 kilogramów. W 2011 roku wyrównano teren pod budowę nowego kościoła. Kamień węgielny wmurował dopiero 20 czerwca 2013 roku ks. bp. Andrzej Jeż. 16 i 17 listopada 2014 odbywały się uroczystości umieszczenia obrazu Chrystusa Miłosiernego oraz relikwii śś. Jana Pawła II i Faustyny Kowalskiej. 26 września 2016 roku poświęcono kolejny dzwon – ważącą 75 kg sygnaturkę o imieniu bł. ojca Zbigniewa Strzałkowskiego. Umieszczono ją na 6-metrowej wieżyczce na dachu kościoła.